# جون بيل (لاعب بولينغ)
جون بيل (بالإنجليزية: John Bell) هو لاعب بولينغ بريطاني، ولد في 14 يناير 1947.